# 錢佩里科
錢佩里科，是危地馬拉的城鎮，位於該國西南部，由雷塔盧萊烏省負責管轄，面積416平方公里，2002年人口25,280，該城鎮人口密度每平方公里60.77人。